# Kabinett Murayama (Umbildung)
Das umgebildete Kabinett Murayama (japanisch 村山改造内閣 Murayama kaizō naikaku) regierte Japan unter Führung von Premierminister Tomiichi Murayama vom 8. August 1995 bis zum Rücktritt am 11. Januar 1996. Das Koalitionskabinett von Liberaldemokratischer Partei (LDP), Sozialistischer Partei (SPJ) und Neuer Partei Sakigake (NPS) war die bisher letzte japanische Regierung unter Führung eines sozialistischen Premierministers, wenngleich die LDP die relative Mehrheit der Sitze der Nationalversammlung besaß. Die SPJ hatte bei der Sangiin-Wahl im Juli 1995 herbe Verluste verzeichnen müssen, woraufhin Murayama seinen Rücktritt anbot. Da Regierungspolitiker ihn zunächst umstimmen konnten, bildete er am 8. August 1995 sein Kabinett um. Am 5. Januar 1996 gab er dennoch seinen Rücktritt bekannt, das Kabinett wurde am 11. Januar von der Nachfolgeregierung unter dem LDP-Vorsitzenden Ryūtarō Hashimoto abgelöst.

## Staatsminister
| Amt                                                                                              | Name                                 | Bild                | Partei | Faktion    |
| ------------------------------------------------------------------------------------------------ | ------------------------------------ | ------------------- | ------ | ---------- |
| Premierminister                                                                                  | Tomiichi Murayama                    | Tomiichi Murayama   | SPJ    |            |
| Justizminister                                                                                   | Tomoharu Tazawa bis 9. Oktober 1995  |                     | LDP    | Mitsuzuka  |
| Justizminister                                                                                   | Hiroshi Miyazawa ab 9. Oktober 1995  |                     | LDP    | Miyazawa   |
| Außenminister Stellvertretender Premierminister                                                  | Yōhei Kōno                           | Yōhei Kōno          | LDP    | (Miyazawa) |
| Finanzminister                                                                                   | Masayoshi Takemura                   |                     | NPS    | —          |
| Bildungsminister                                                                                 | Yoshinobu Shimamura                  | Yoshinobu Shimamura | LDP    | Watanabe   |
| Gesundheits- und Sozialminister                                                                  | Chūryō Morii                         |                     | SPJ    |            |
| Minister für Landwirtschaft, Forsten und Fischerei                                               | Hōsei Norota                         | Hōsei Norota        | LDP    | Obuchi     |
| Minister für Internationalen Handel und Industrie                                                | Ryūtarō Hashimoto                    | Ryūtarō Hashimoto   | LDP    | (Obuchi)   |
| Verkehrsminister                                                                                 | Takeo Hiranuma                       | Takeo Hiranuma      | LDP    | Mitsuzuka  |
| Postminister                                                                                     | Issei Inoue                          |                     | SPJ    |            |
| Arbeitsminister                                                                                  | Shinji Aoki                          |                     | SPJ    |            |
| Bauminister                                                                                      | Yoshirō Mori                         | Yoshirō Mori        | LDP    | Mitsuzuka  |
| Innenminister Vorsitzender der Nationalen Kommission für Öffentliche Sicherheit                  | Takashi Fukaya                       | Takashi Fukaya      | LDP    | Watanabe   |
| Chefkabinettssekretär                                                                            | Nosaka Kōken                         |                     | SPJ    |            |
| Leiter der Behörde für Management und Koordination                                               | Takami Etō bis 13. November 1995     |                     | LDP    | Watanabe   |
| Leiter der Behörde für Management und Koordination                                               | Tomiichi Murayama kommissarisch      | Tomiichi Murayama   | SPJ    |            |
| Leiter der Behörde für Management und Koordination                                               | Masaki Nakayama ab 14. November 1995 | Masaaki Nakayama    | LDP    | Watanabe   |
| Leiter der Verteidigungsbehörde                                                                  | Seishirō Etō                         | Seishirō Etō        | LDP    | Miyazawa   |
| Leiter des Wirtschaftsplanungsamts                                                               | Isamu Miyazaki                       |                     | —      | —          |
| Leiter der Behörde für Wissenschaft und Technologie                                              | Yasuoki Urano                        | Yasuoki Urano       | LDP    | Miyazawa   |
| Leiter der Umweltbehörde                                                                         | Tadamori Ōshima                      | Tadamori Ōshima     | LDP    | Kōmoto     |
| Leiter der Behörde für Staatsland                                                                | Seiichi Ikehata                      |                     | SPJ    |            |
| Leiter der Behörde für die Entwicklung Hokkaidōs Leiter der Behörde für die Entwicklung Okinawas | Masaaki Takagi                       |                     | LDP    | Obuchi     |

Anmerkung: Premierminister und Parteivorsitzende gehören während ihrer Amtszeit offiziell keiner Faktion an.

## Rücktritte
- Justizminister Tazawa trat am 9. Oktober 1995 zurück, nachdem ihm vorgeworfen wurde, von der neureligiösen Bewegung Risshō Kōseikai 200 Millionen ¥ geliehen zu haben.[3]
- Der Leiter der Behörde für Management und Koordination Etō trat nach beschönigenden Äußerungen über die japanische Annexion Koreas, die der Murayama-Erklärung widersprachen, am 13. November 1995 zurück.[4]